# Dangerous Curves (film 1924)
Dangerous Curves è un cortometraggio muto del 1924 diretto da William Campbell

## Produzione
Il film fu prodotto dalla Fox Film Corporation (come Sunshine Comedies).

## Distribuzione
Distribuito dalla Fox Film Corporation, il film - un cortometraggio in due bobine - uscì nelle sale cinematografiche USA il 28 dicembre 1924.